# Linda Wolfsgruber
Linda Wolfsgruber (* 5. Juni 1961 in Bruneck/Südtirol) ist eine Druckgrafikerin und Illustratorin.

## Biografie
Linda Wolfsgruber besuchte von 1975 bis 1978 die Kunstschule in St. Ulrich in Gröden. Im Anschluss daran machte sie von 1978 bis 1980 eine Ausbildung zur Schriftsetzerin in München und Graphikerin in Bruneck. Von 1981 bis 1983 absolvierte sie die „Scuola del Libro“ in Urbino und begann danach ihre Arbeit als freischaffende Illustratorin und Graphikerin in Bruneck und Wien.

## Werke (Auswahl)
- mit Gino Alberti: Simon und die Tiere. 1983
- mit Gino Alberti: Das rote Paket. 1985.
- mit Heinz Janisch: Die Prinzessin auf dem Kürbis. 1998, ISBN 3-7072-6573-0.
- mit Martin Auer: Warum der Hase lange Ohren hat. 1999, ISBN 3-7072-6600-1.
- mit Renate Habinger: Es war einmal: von A bis Zett. Verlag Bibliothek der Provinz, Weitra 1999, ISBN 3-85252-328-1.
- mit Martin Auer: Von den wilden Frauen. Verlag Bibliothek der Provinz, Weitra 2000, ISBN 3-85252-382-6.
- mit Martin Auer: Prinzessin Rotznase. Verlag Bibliothek der Provinz, Weitra 2000, ISBN 3-85252-375-3.
- mit Martin Auer: Frau Maikäfer flieg. 2001, ISBN 3-522-30004-1.
- mit Martin Auer: Luzi. 2001, ISBN 3-85326-240-6.
- mit Ditha Brickwell: Vollendete Sicherheit. Edition Mariannenpresse, Berlin 2003. ISBN 3-926433-31-0.
- Ich bin ein toller Hecht. 2003, ISBN 3-85326-267-8.
- Däumelinchen. Ill. zum Märchen von Hans Christian Andersen. Verlag Bibliothek der Provinz, Weitra 2004, ISBN 3-85252-567-5.
- Der Halskragen. ein Skizzenbuch zu Hans Christian Andersens Märchen. Verlag Bibliothek der Provinz, Weitra 2004, ISBN 3-85252-593-4.
- mit Friedl Hofbauer: Geduld bringt Frösche. Verlag Bibliothek der Provinz, Weitra 2005, ISBN 3-85252-655-8.
- Das Nacht ABC. 2006, ISBN 3-7941-5109-7.
- mit Inge Fasan: Das Meer ist riesengroß. Verlag Bibliothek der Provinz, Weitra 2006, ISBN 3-85252-765-1.
- mit Forough Farrokhzad: Der Vogel ist sterblich. Verlag Bibliothek der Provinz, Weitra 2007, ISBN 978-3-85252-829-8.
- Daisy ist ein Gänseblümchen. Verlag Jungbrunnen, 2009, ISBN 978-3-7026-5808-3.
- Was auf den Tisch kam: Lieblingsspeisen und Geschichten aus der Kindheit. 2010, ISBN 978-3-85476-337-6.
- mit Auguste Lechner: Dolomiten-Sagenbuch. Tyrolia Verlag, Innsbruck 2011, ISBN 978-3-7022-3138-5.
- Wenn Herr Montag mit Frau Freitag. Verlag Bibliothek der Provinz, Weitra 2011, ISBN 978-3-900000-79-0.
- mit Adelheid Dahimène: Kleiner Vagabund. Verlag Bibliothek der Provinz, Weitra 2015, ISBN 978-3-99028-447-6.
- Tage ohne dich. Tyrolia, Innsbruck-Wien 2015, ISBN 978-3-7022-3483-6.
- mit Robert Schneider: Der Schneeflockensammler. Verlag Jungbrunnen, Wien 2020, ISBN 978-3-7026-5946-2.
- sieben. die schöpfung. Tyrolia, Innsbruck 2023, ISBN 978-3-7022-4150-6.

## Auszeichnungen
- 1997: Goldener Apfel BIB
- 1998: Kinderbuchpreis der Stadt Wien für Die Prinzessin auf dem Kürbis (mit Heinz Janisch)
- 1999: Luchs des Monats Juli für Ich schenk' dir einen Ton aus meinem Saxophon (mit Heinz Janisch)
- 2000: Österreichischer Kinder- und Jugendbuchpreis für Warum der Hase lange Ohren hat (mit Martin Auer)
- 2000: Kinderbuchpreis der Stadt Wien für Warum der Hase lange Ohren hat (mit Martin Auer)
- 2000: Österreichischer Förderungspreis für Kinder- und Jugendliteratur
- 2000: Kinderbuchpreis der Stadt Wien für Prinzessin Rotznase (mit Martin Auer)
- 2001/2002: Federhasenpreis 1. Platz für Frau Maikäfer flieg (mit Martin Auer)
- 2002: Kinderbuchpreis der Stadt Wien für Von den wilden Frauen (mit Martin Auer)
- 2003: Schönstes Buch Österreichs für Ich bin ein toller Hecht
- 2006: Kinderbuchpreis der Stadt Wien für Heute will ich langsam sein (mit Heinz Janisch)
- 2006: Die besten 7 Februar für Zwei x Zwirn. Ein Buchstabenspiel
- 2006: Österreichischer Kinder- und Jugendbuchpreis für Zwei x Zwirn.
- 2007: Illustrationspreis der Stadt Wien für Das Meer ist riesengroß
- 2009: Österreichischer Kinder- und Jugendbuchpreis für Finns Land (mit Heinz Janisch)
- 2009: Kröte des Monats Dezember für Wie war das am Anfang (mit Heinz Janisch)
- 2010: Kinderbuchpreis der Stadt Wien für Wie war das am Anfang (mit Heinz Janisch)
- 2010: Katholischer Kinder- und Jugendbuchpreis für Wie war das am Anfang (mit Heinz Janisch)[1]
- 2014: Österreichischer Kinder- und Jugendbuchpreis für Arche
- 2016: Österreichischer Kunstpreis für Kinder- und Jugendliteratur[2]
- 2021: Österreichischer Kinder- und Jugendbuchpreis für Die kleine Waldfibel
- 2022: Christine-Nöstlinger-Preis für Kinder- und Jugendliteratur[3]
- 2024: Österreichischer Kinder- und Jugendbuchpreis für sieben. die schöpfung[4]
- 2024: Katholischer Kinder- und Jugendbuchpreis für sieben. die schöpfung[5]
- 2024: Kinder- und Jugendbuchpreis der Stadt Wien für sieben. die schöpfung[6]
- 2025: ORF KIDS-Bestenliste für Eine Stadt. Begegnungen.[7]